# کلیسای مارگیوگیز
کلیسای مارگیوگیز مربوط به اواخر سدهٔ ۶ ه.ق است و در شهرستان سلماس، بخش مرکزی، روستای خسروآباد واقع شده و این اثر در تاریخ ۱۷ اسفند ۱۳۸۱ با شمارهٔ ثبت ۷۸۵۹ به‌عنوان یکی از آثار ملی ایران به ثبت رسیده است.